# Griechische Elritze
Die Griechische Elritze (Pelasgus stymphalicus, Syn.: Leuciscus stymphalicus, Pseudophoxinus stymphalicus) ist ein kleiner, kurzlebiger Süßwasserfisch aus der Familie der Karpfenfische („Weißfische“), der endemisch in Teilen des Peloponnes vorkommt, und gehört zu den gefährdeten Arten. Der Artname ist von der Seelandschaft Stymfalia abgeleitet.

## Verbreitung
Die Fischart kommt endemisch in Teilen des Peloponnes vor; auch im eutrophen, oberflächlich abflusslosen Limni Stymfalia. Die Griechische Elritze lebt in Feuchtgebieten, stehenden oder schwach strömenden Gewässern.

## Beschreibung und Sonstiges
Es handelt sich um eine kurzlebige Süßwasserfischart, die bis zu 12 cm Körperlänge erreicht. Der Fisch ist sehr widerstandsfähig und an instabile Lebensbedingungen gut angepasst.

## Gefährdung
Die Griechische Elritze ist durch Habitatzerstörung, Wasserentnahme und Umweltverschmutzung gefährdet.
Er ist im  Appendix II der FFH-Richtlinie der EU (1992) und im Appendix III der Berner Konvention (1982, Greece: 1. Oktober 1983) gelistet.
Auf der weltweiten Roten Liste hat er den Status „Least Concern“ (LC), „geringste Besorgnis“.